# Kutiyattam

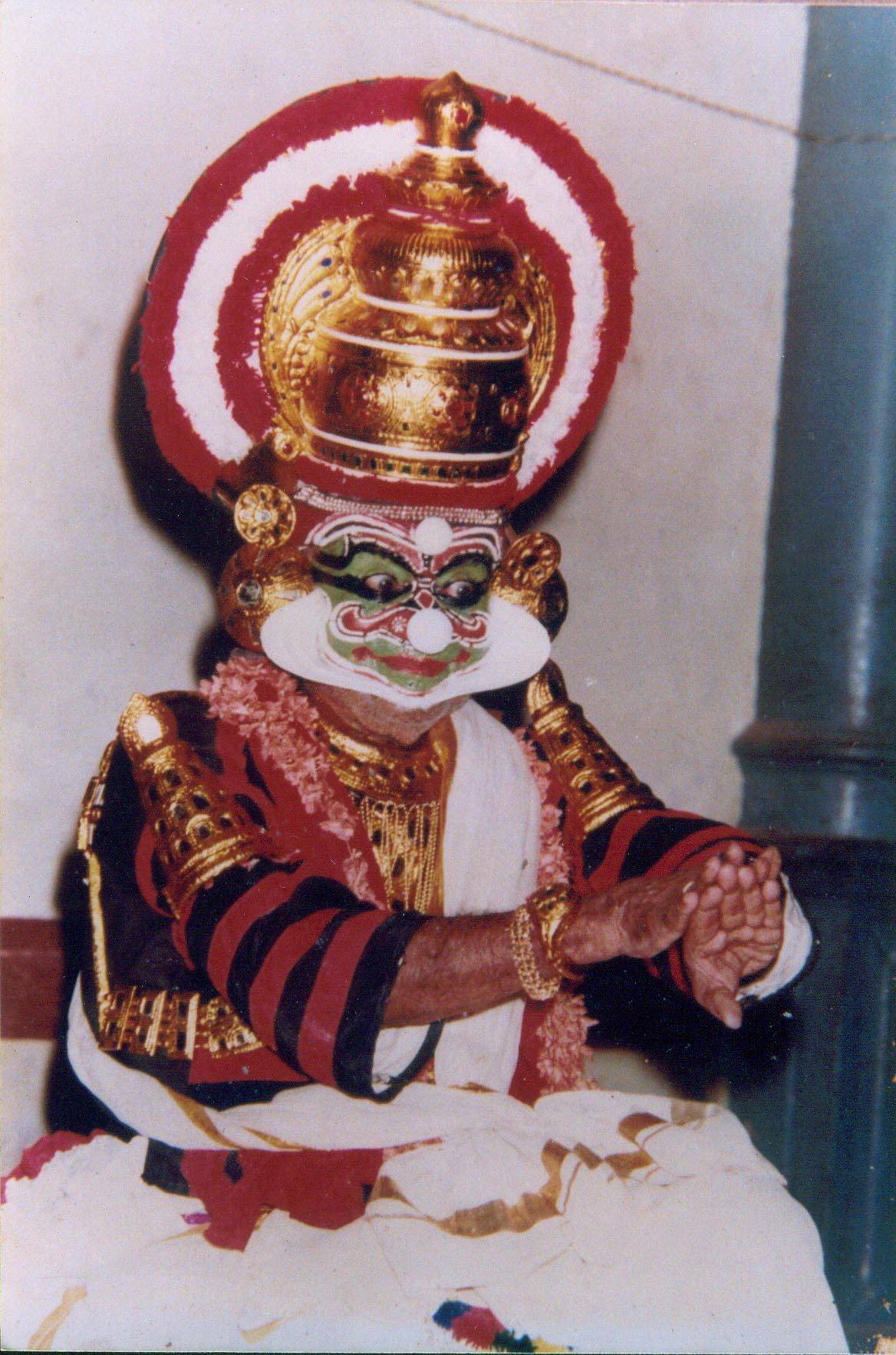
Mani Madhava Chakyar als Ravana in einer Kutiyattam-Aufführung

Kutiyattam (Malayalam: കൂടിയാട്ടം) ist eine traditionelle Theaterform in Kerala, Indien. Es handelt sich hierbei – mit einer nachweisbaren Geschichte von 1000 Jahren – vielleicht sogar um die älteste indische Theaterform.
Traditionell wurden die Stücke von Schauspielern der Chakyar- und Nannyar-Kasten in Tempeln gespielt. Der verstorbene Guru Mani Madhava Chakyar gehört zu den bekanntesten Persönlichkeiten des Kutiyattam-Theaters. Die Darbietungen seiner Theatertruppe auf weltlichen Bühnen haben Kutiyattam einer breiteren Öffentlichkeit zugänglich gemacht. Er brachte unter anderem Choreografien der Dramen Abhijnanashakuntala, Vikramorvashiya und Malavikagnimitra von Kalidasa auf die Bühne.

## Aufführungspraxis

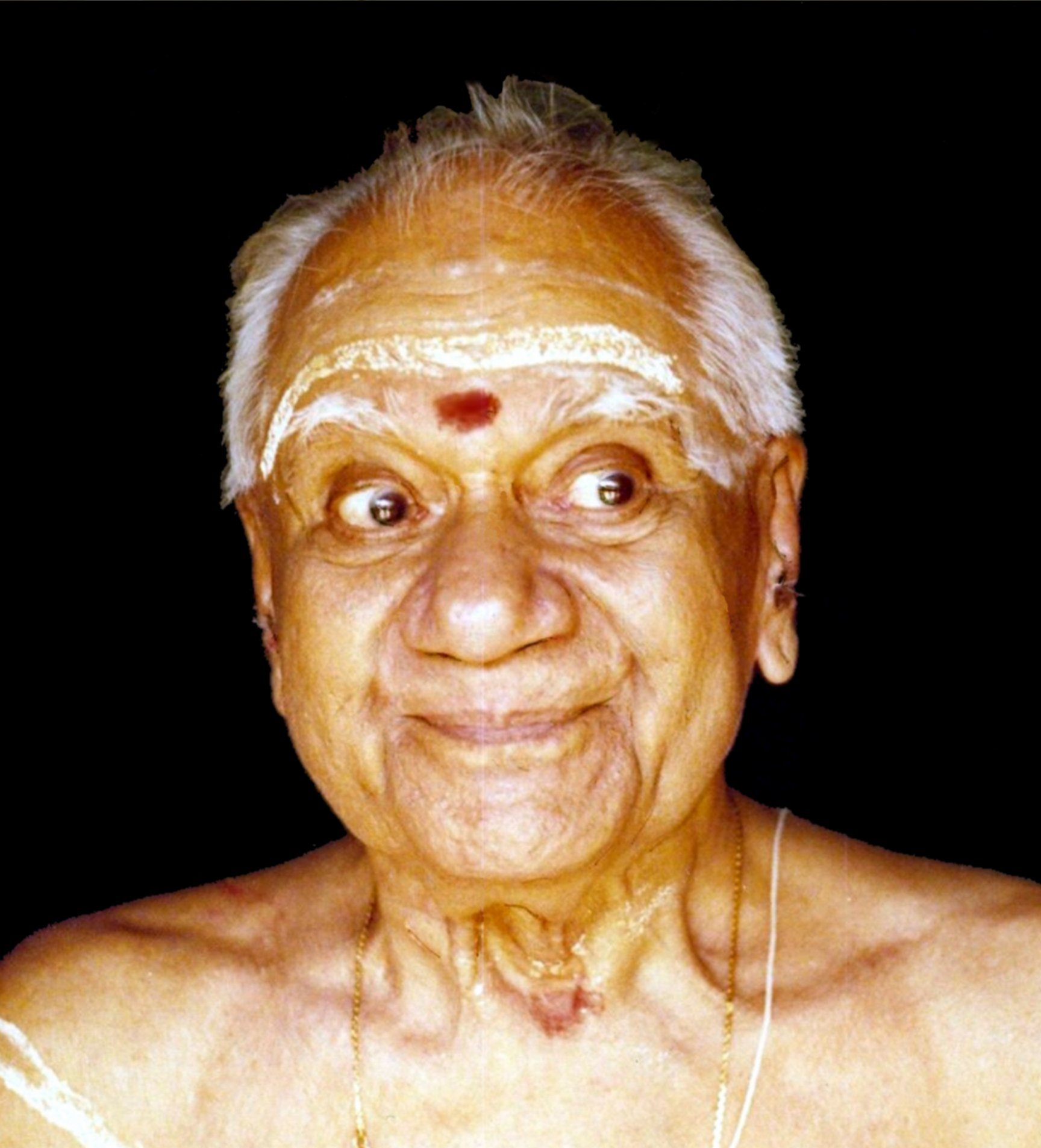
Das Rasa (Stimmung) Śṛngāram (Liebe), dargestellt von Mani Madhava Chakyar

Kutiyattam wird traditionell in einem Kuttampalam, einem Tempeltheater, aufgeführt. Charakteristisch für diese Theaterform sind aufwändige Kostüme, schweres Make-up und ein großes Repertoire an stilisierten Gesten und Gesichtsausdrücken, sowie eine Dialogwiedergabe, die Ähnlichkeit mit vedischem Chanten aufweist. Die Texte werden in verschiedenen Tonhöhen rezitiert, mit Mimik und Gestik verdeutlicht sowie mit der Musik vor allem der Trommel idakka, des Kupferkessels mizhavu, des Paarbeckens elathalam, der Kegeloboe kuzhal und des Schneckenhorns shankh begleitet.
Es gibt kein Bühnenbild und lediglich eine Metalllampe als einzige Lichtquelle. Des Weiteren dauern Kutiyattam-Vorstellungen erstaunlich lange. Bedingt vor allem durch Rituale vor und nach der Vorstellung sowie die Wiederholung einzelner Dialogpassagen kann die Aufführung eines kompletten Stückes Monate dauern, weswegen lediglich einzelne Akte eines Stückes aufgeführt werden (Dauer: 5 – 10 Tage). Pro Aufführungstag werden lediglich einzelne Verse aufgesagt. Die Schauspieler dürfen diese jedoch ausschmücken, indem sie eigene, auf dem Stück basierende Texte namens Attaprakaram schreiben.
Die Stücke behandeln sowohl religiöse wie weltliche (z. B. Liebesgeschichten, politische Intrigen, …) Themen. Die Handlungen sind dem Publikum zumeist schon bekannt, weswegen der Fokus von Kuttiyatam nicht auf dem Erzählen einer Handlung, sondern auf dessen audiovisueller Darstellung liegt. Die Schauspieler sind hierbei nicht immer in einer einzigen, sondern in mehreren Rollen zu sehen (das Verändern der Charaktere wird „pakarnnattam“ genannt). Durch das Ändern von Details ihrer Kostüme können sie zwischen den Rollen wechseln.

## Schauspieler und Musiker

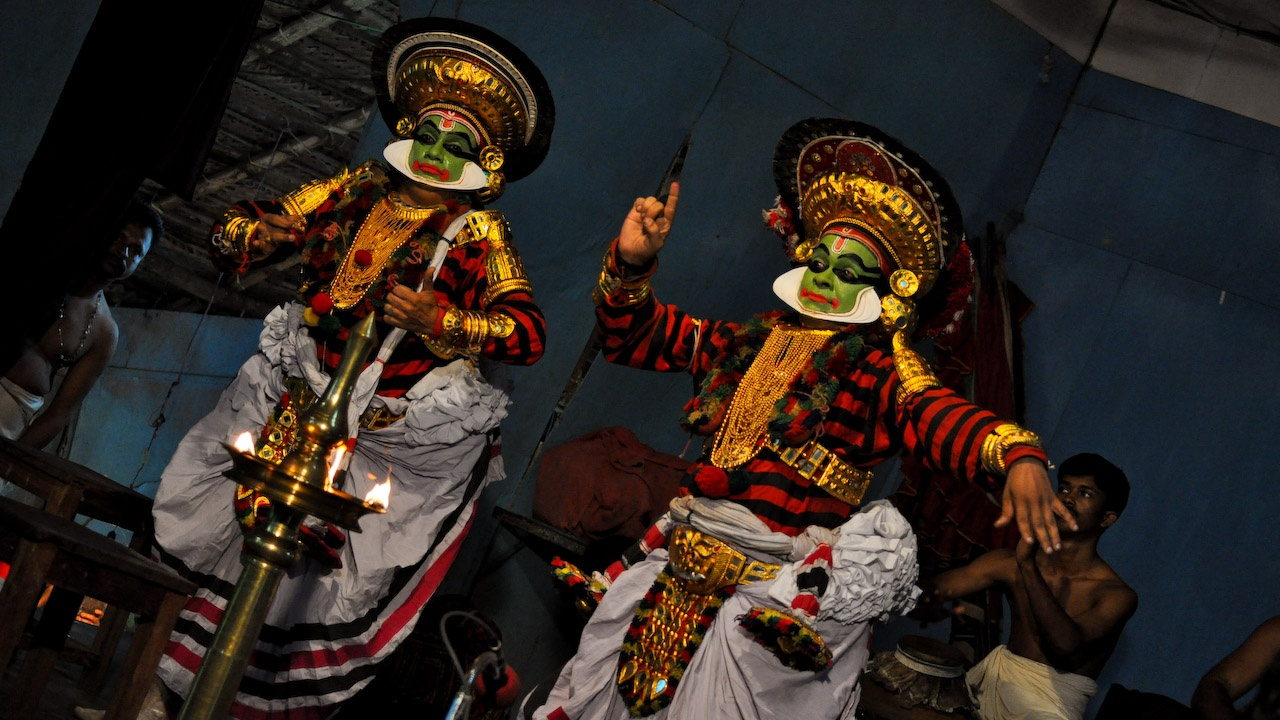
Kutiyattam-Szene

An einer Kutiyattam-Aufführung sind drei Gruppen beteiligt:
- Cākyār, die männlichen Schauspieler.
- Naṅṅyār, die weiblichen Schauspielerinnen, welche die weiblichen Rollen übernehmen und die Stücke musikalische, mit kleinen Zimbeln, unterstützen.
- Nampyār, die Musiker, welche die, während der Aufführung durchgehend präsente, Kupfertrommel mizhavu (miḻāvu) und die anderen Instrumente spielen.

## Sonderrolle des Vidushaka
Die Rolle des Vidushakas („der Narr“), welche zumeist den älteren und erfahrenen Cakyar vorbehalten ist, unterscheidet sich von den festgelegten Rollen der Aufführungen. Vidushaka darf improvisieren und hat das Recht, alles und jeden (selbst Priester des Tempels) zu kritisieren. Während die anderen Darsteller in Sanskrit oder Prakrit sprechen, spricht er in der regionalen Sprache und benutzt auch nicht die, von den anderen Darstellern verwendete, Gestik. Damit tritt er in eine Position zwischen Stück und Publikum: So ist er einerseits eine Figur der Handlung (zumeist ein Kumpan des Protagonisten), darf andererseits die Handlung auch kommentieren, sogar parodieren. Außerdem übersetzt er die Dialoge der Protagonisten in die lokale Sprache und fungiert daher als Verbindung zwischen Zuschauer und Stück.

## Geschichte
Es wird angenommen, dass eine Vorform von Kutiyattam ihre Wurzeln im Buddhismus hat. Buddhistische Siedler in Kerala verwendeten Theaterstücke wahrscheinlich zur Propaganda religiöser Zwecke. Diese dramatischen Praktiken wurden erst viel später von Vertretern des Brahmanismus übernommen und dienten auch als Mittel für intellektuelle, satirische Attacken auf den Buddhismus. Später, vermutlich im 13. oder 14. Jahrhundert, wurden religiöse, die Aufführung umrahmende (jedoch die eigentlichen, ursprünglichen Konventionen der Theaterform nicht verändernde), Rituale Bestandteil von Kutiyattam. Der Ursprung von Kutiyattam liegt daher im Profanen und nicht im Religiösen. Die ersten Tempeltheater wurden im 15. Jahrhundert erbaut.
1949 gab es mit einem Auftritt von Painkulam Rama Chakyar zum ersten Mal eine Kutiyattam-Aufführung außerhalb eines Tempeltheaters. Ab 1965 wurde Kuttiyatam auch Menschen außerhalb der Schauspieler Kaste gelehrt. 2001 wurde Kutiyattam in die Liste der Meisterwerke des mündlichen und immateriellen Erbes der Menschheit aufgenommen und 2008 in die UNESCO-Liste des immateriellen Kulturerbes der Menschheit übernommen.

## Stücke und Autoren
Dies sind einige Autoren, deren Stücke in Teilen noch heute für Kudiyattam verwendet werden:
- Bhasa: Bhasa war einer der wichtigsten Autoren des altertümlichen Indiens. Er lebte vermutlich im 2. oder 3. Jahrhundert vor Christus. Ihm werden 13 Stücke zugeschrieben. Hierbei handelt es sich zumeist Stücke mit politischem Hintergrund.
- Saktibhadra: Saktibhadra schrieb mit Ascharyachudamani eines der beliebtesten und von Kutiyattam-Darstellern am häufigsten verwendeten Stücke (ca. 8. Jahrhundert n. Chr.).
- Kulasekhara: Kulasekhara war im 10. Jahrhundert ein Herrscher der Chera-Dynastie (welche Teile von Kerala beherrschte). Es wird angenommen, dass er dem Kudiyattam zu seiner jetzigen dramatischen Form verhalf.

## Ritual und Theater
Vor der Aufführung beachten die Schauspieler einige Rituale. So tauchen sie ihren Ringfinger in Butterschmalz, berühren anschließend ihre Stirn, Nase und Kinn und binden sich ein rotes Tuch um den Kopf. Danach tragen sie ihr Make-up auf. Diese Tätigkeit wird oft als Grenzüberschreitung beschrieben, bei der die Schauspieler von der profanen in die religiöse Welt gelangen. Dennoch findet keine vollständige Identifikation des Schauspielers mit den dargestellten Figuren statt (während es durchaus die Vorstellung gibt, dass sich Schauspieler bei manchen rituellen Aufführungen in die dargestellte Gottheit verwandeln). Dies widerlegt vor allem das Wechseln der Rolle während der Aufführung (pakarnnattam).
Trotz der vorhandenen Verbindung mit dem Religiösen ist Kutiyattam nicht als Ritual per se zu betrachten (oft wird es als „visuelles Opfer“ bezeichnet). Schließlich muss unterschieden werden zwischen in sich geschlossenen Ritualen, welche nicht mit anderen Aktivitäten verbunden sind, und Ritualen, die mit anderen Praktiken, wie eben z. B. Kutiyattam, verbunden sind. Daraus folgert jedoch nicht, dass diese Praktiken selbstständigen Rituale würden.